# Gösta Lilliehöök
Gustaf Malcolm Lilliehöök, detto Gösta (Stoccolma, 15 maggio 1884 – Danderyd, 18 novembre 1974), è stato un pentatleta svedese.

## Palmarès
In carriera ha conseguito i seguenti risultati:
- Giochi olimpici:

Stoccolma 1912: oro nel pentathlon moderno.